# Calophyllum wallichiana
Calophyllum wallichiana är en tvåhjärtbladig växtart som beskrevs av Jules Émile Planchon och Triana. Calophyllum wallichiana ingår i släktet Calophyllum och familjen Calophyllaceae.

## Underarter
Arten delas in i följande underarter:
- C. w. incrassatum
- C. w. tahanense